# Јоханес Вајденхајм
Јоханес Вајденхајм (Бачка Топола, 25. април 1918 — Бон, 8. јун 2002) био је немачки књижевник и преводилац.
Његова најзначајнија дела су романи Калемегдан, Турски оченаш и Повратак у Марези, приповетке Приче из Марезија и Панонска новела. Преводио је дела Иве Андрића, Михаила Лалића и многих других српских писаца на немачки језик.

## Биографија
Јоханес Вајденхајм, заправо Ладислаус Јоханес Јакоб Шмид, родио се 1918. године у Бачкој Тополи. Школовао се у Врбасу где је завршио Немачку учитељску школу. За време Другог светског рата, отишао је у Немачку. Његово уметничко име је везано за Врбас тако што је реч на немачком врба -   спојио са речју  , што значи дом.
До 1952. године радио је као учитељ а од 1955. до 1973. био је уредник келнског гласника  , а потом се посветио књижевном раду.
Умро је 8. јуна 2002. године у Немачкој.

## Стваралаштво

### Романи
Објавио је више романа, међу којима је Калемегдан (1948), Турски оченаш (1955), Сусрет или састајалиште с оне стране кривице (1956), Човече, какво време или бува у немачкој бунди (1968). Његово најбоље дело је Повратак у Марези (1994)  У роману Повратак у Марези детаљно говори о оснивању Гимназије и њеном оснивачу Андреасу Сколки са потпуно тачним биографским и историјским подацима. Највећим делом, у роману Повратак у Марези, старнице књиге је посветио Револуцији 1848/49. и односима Срба и Мађара као и Срба и Немаца.

### Приповетке
Објавио је и низ приповедака: Летња светковина у Марезију (1956), Марезијана (1960), Панонска новела. Животна повест Катарине Д., (1963) и друге. Једно од његових последњих објављених дела је Марези. Детињство у једном подунавско-швапском селу (1999). To је аутобиографија у којој је литераризовано његово сећање на људе, догађаје и појаве.

### Преводи
Био је одличан познавалац српског језика, па је на немачки превео низ дела из српске књижевности. Између осталих, преводио је дела Иве Андрића, Михаила Лалића, Ериха Коша, Миодрага Булатовића, Јаре Рибникар, Младена Ољаче и других.
До данас на српски језик преведена су три Вајденхајмова дела, која су у размаку од десетак година доживела два или три издања. Роман Повратак у Марези (објављен 1999. и 2002), књига Панонска новела (објављена 2001) и Приче из Марезија (избор приповедака објављен 2001. године)